# Ostatnia Ewangelia
Ostatnia Ewangelia – obrzęd czytania fragmentu Ewangelii w liturgii Kościoła katolickiego w klasycznym rycie rzymskim na zakończenie mszy wiernych. Następuje po błogosławieństwie i jest ostatnim elementem mszy. Obrzęd ten nie ma odpowiednika w Novus Ordo Missae.
Początkowo Ostatnia Ewangelia była tylko dodatkową kwestią księdza, która po upowszechnieniu stała się częścią Mszy Świętej. Stąd też czasem odmawiana jest po cichu przez księdza lub odmawia ją głośno ksiądz z wiernym. Po błogosławieństwie kapłan przechodzi na stronę Ewangelii. Czyni znak krzyża najpierw na ołtarzu, a następnie na swoim czole, ustach i sercu. Po dialogu Dominus vobiscum – Et cum spiritu tuo przechodzi on do czytania prologu Ewangelii św. Jana o wcieleniu Słowa Bożego (In principio erat Verbum, et Verbum erat apud Deum, et Deus erat Verbum – Na początku było Słowo, a Słowo było u Boga, a Bogiem było Słowo). Na słowa ET VERBUM CARO FACTUM EST (A Słowo Ciałem się stało) przyklękają wszyscy (lub sam kapłan). Po zakończonej modlitwie wierni odpowiadają Deo gratias. 
W Niedzielą Palmową na Mszach, których nie poprzedziły uroczyste obrzędy poświęcenia palm i procesji, zamiast prologu Ewangelii św. Jana czyta się opis wjazdu Chrystusa do Jerozolimy według św. Mateusza.